# 逆二段式待転

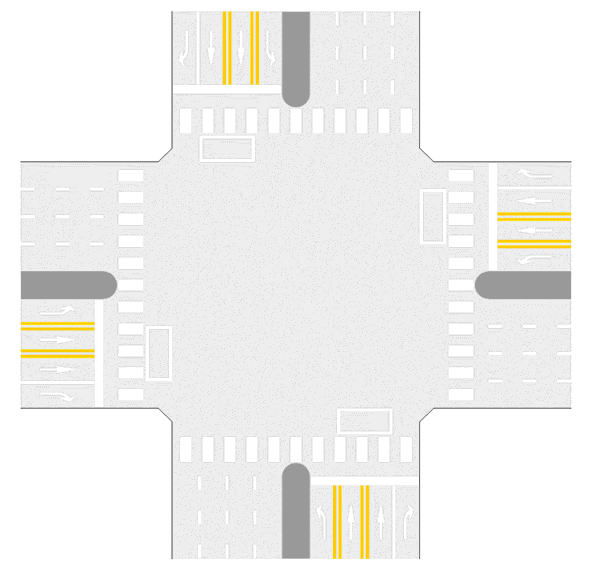
典型的な台湾の交差点。交差点内の格子は待転区と呼ばれる待機ゾーン

逆二段式待転（ぎゃくにだんしきたいてん、繁体字中国語: 逆二段式待轉）は台湾における軽車両による、交差点での規定の二段階左折に依らない違法な左折行為。近年は「高雄式左転（繁体字中国語: 高雄式左轉）=高雄式左折」というネーミングが定着している。

## 概要
台湾では右側通行のため、本項での左右表記はすべて日本におけるものと逆のままとする。
台湾の道路法規上、公道では「機慢車」に分類される原付（機車）、自転車（自行車）は道幅が広いか、指定標識が設置されている交差点での左折時に、信号が青あるいは黄色のときに直進し交差点内で赤になるまで一時停止し、左折側の信号が青になるのを待って直進する。これを「二段式待転」（待機と方向転換）すなわち「二段式左折」（機慢車二段式左轉）といい、左右の差異以外は日本における二段階右折とほぼ共通している。
台湾特有なものとしては交差点の停止線より前方に「待転区（繁体字中国語: 待轉區）」と呼ばれる軽車両用待機ゾーンが設置されていることである。日本における「二段停止線」と同様の目的で台北市では1997年から導入された。2001年以降は中央政府主導で横断歩道よりも交差点中央寄りに、二段階左折時の待機スペースを設置している。
片側3車線以上の道路では最も外側の右端が慢車道（二輪車優先の低速レーン）とされていることが多い。交差点で直接左折する場合、「快車道」（内側の自動車専用高速レーン）の直進車両と衝突する危険性が高まるため、直進後に待転区で待機することが推奨されている。この合法な二段式では最大2度の信号待ちが発生するため、その1回分を省略し時間短縮を狙った違法左折が横行するようになった。主に一段階の直接左折（直接左轉）と、二段階だが横断歩道を利用した「逆二段式」が存在する。

二段階による左折を指定する標識
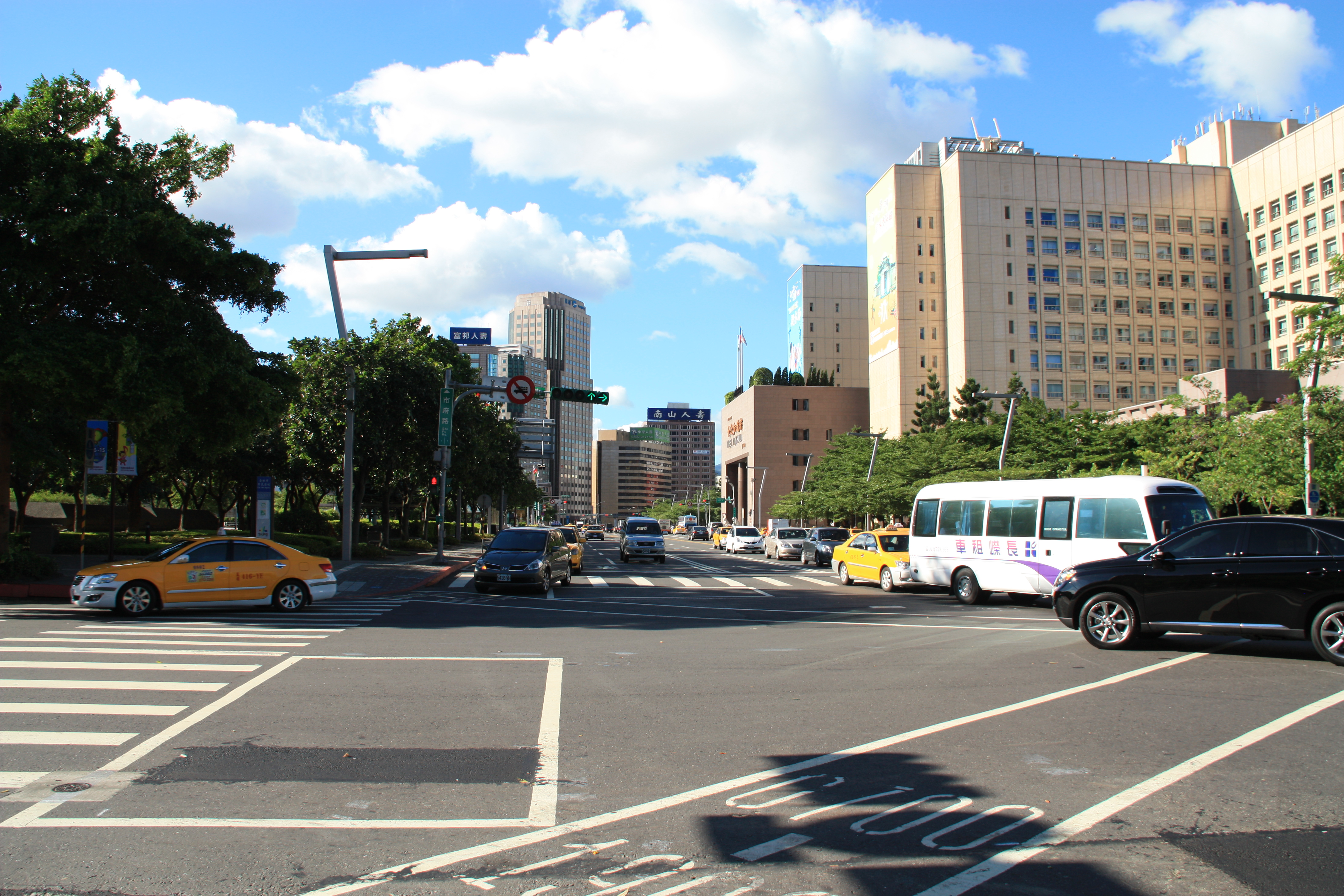
待機場所の標示が横断歩道より交差点内に設置されている

## 背景
台湾では人口当たりの二輪車保有台数が約1,400万台で、普及率では東アジアのみならず世界的にも極めて高く、国民1.9人に1台（100人あたり65台）という割合に達している。
原付の免許も日本に比べると簡素な手続と低費用で取得できるため、学生を中心に若年層の利用が多い。
経済成長とともに自家動車の普及率も高まったものの、淘汰されることなく他の先進国や新興国と比べても高水準のままである。また、台湾国内でも気候や地形、公共交通機関普及率、道路の整備状況の差により、南部は北部より高いまま推移している。台北捷運や路線バスが網羅され、細い路地が多い台北市と、道幅が広く混雑も少ない高雄市では21世紀になっても普及率には倍近い開きがある。二輪車人口の絶対値では218万人の新北市（人口も台湾最大の約400万人）が最多だが、人口1,000人当たりの相対値では新北市が548台に対し、高雄市（人口約270万人）では722台と圧倒している。

## 逆二段式
直進側で一時待機せずに交差する道路側が青信号の間に（二輪車に乗ったまま徐行しつつ）横断歩道を経由して反対車線の交差点角に移動し1回分を省略する違法行為が横行している。横断歩道上でも二輪車に乗ったまま移動する光景は日常的で、これが正式ではなく違反（=逆法）状態の「逆二段式待転」、すなわち「逆二段式左折」である。
対歩行者でも危険な行為であり、逆二段式が発覚した場合は最大1,800ニュー台湾ドルの罰金となる。台北市などの台湾北中部では警察による取締が厳格化されたため、反対車線への移動時に車両から降りて横断歩道上を押し歩くことで罰則を回避する手法が多い。

### 高雄式左転

「赤線」は正式な二段階左折、「オレンジ線」は逆二段式。

台南市や高雄市など南部で現在でも多くの違反行為が横行しているとされる。特に高雄市ではスクーター利用者の35%が何らかの違反行為を行っていると報道されるほどである。原因として警察の取締が緩いことが挙げられるが、高雄市警察局は『赤信号無視の摘発件数は2011年の121,563件から2012年の132,770件と増加したが、取締強化により二段階左折違反の摘発件数は71,351件から66,681件に減少した。』と反論しているものの、北部と比して厳格ではないと指摘されている。
このため2015年に台湾最大のインターネット掲示板批踢踢（PTT）で「逆二段式」が「高雄式左轉（高雄式左折）」と呼ばれると、このネーミングがネット上で拡散され定着するようになった。
内政部の公表する統計では市内で「高雄式」と呼ばれる違法行為は毎年5万件以上に達し、これによる交通事故も3,000件以上、死亡者数は4人となっている。2017年に警察が摘発を強化したところ、僅か1週間で8,597件に達した。
近年では高雄市交通局により二輪車の交通量が著しく多く交差点内の待転区拡張に難がある交差点では二段式を撤廃し、慢車道を二輪車専用道として試験的に直接左折を導入する場所もある。

## 直接左折
二段階指定の交差点で自家用車と同じように信号の状態に関わらず直接左折する。中南部でよくみられる行為で主に高雄在住者の特徴とも言われている。
2016年、高雄市で二輪車の女性が直接左折を行い、内側直進車と衝突する死亡事故が発生したが、自動車側の運転手に過失はなかったとして、刑事事件としては加害者側不起訴処分となっている。

### 台中式左転
台中市では二輪車が四輪車（大小不問）に交じって同時に交差点で直接左折する光景が日常的なことから、「台中式」という呼称が定着している。
これは裕隆汽車を擁する裕隆集団と日本の東京海上グループの合弁で自動車保険を展開している「新安東京海上産物保険」による安全啓発CM
で北部、中部、南部での交通マナー、習慣に差異を強調する際にも使われている。

## 関連法規資料
- 道路交通標誌標線號誌設置規則 （繁体字中国語）
- 103年第48週內政統計通報103年1-10月警察機關交通執法概況-（附件 表五、歷年A1類道路交通事故車種別肇事率 單位：件/萬輛） （繁体字中国語）